# Спички
Спички (Спічкі, пол. Spiczki) — село в Польщі, у гміні Орля Більського повіту Підляського воєводства. Населення — 83 особи (2011).

## Історія
Вперше згадується 1576 року. У минулому було передмістям Більська.
У 1975—1998 роках село належало до Білостоцького воєводства.

## Демографія
Демографічна структура станом на 31 березня 2011 року:
|          | Загалом | Допрацездатний вік | Працездатний вік | Постпрацездатний вік |
| -------- | ------- | ------------------ | ---------------- | -------------------- |
| Чоловіки | 36      | 1                  | 15               | 20                   |
| Жінки    | 47      | 4                  | 10               | 33                   |
| Разом    | 83      | 5                  | 25               | 53                   |